# Strictly Physical
Albums de Monrose
Temptation
(2006)
Strictly Physical est le quatrième single et le deuxième album de Monrose. Le single est sorti comme l'album le 21 septembre 2007.

## Liste des pistes

### Album
1. Dangerous
2. Hot Summer (Radio Edit)
3. Strictly Physical (Radio Edit)
4. Rebound
5. What You Don't Know
6. Leading Me On
7. Golden
8. Sooner Or Later
9. Just Like That
10. Yesterday's Gone
11. Burning
12. Monrose Theme
13. Everybody Makes Mistakes
14. Say Yes (Que sur l'édition limitée)

### Single
1. Strictly physical (Radio Edit)
2. Strictly physical (Remix 1)
3. Strictly Physical (Remix 2)
4. Strictly physical (Instrumental)

## Charts

### Album
| Chart     | Classement des Vents | Vents   | Certification |
| --------- | -------------------- | ------- | ------------- |
| Allemagne | 2                    | 100,000 | Or            |
| Autriche  | 7                    |         | Or            |
| Suisse    | 6                    |         |               |

### Single
| Chart                   | Classement des vents |
| ----------------------- | -------------------- |
| Ö3 Autria Top 40        | 16                   |
| German Singles Chart    | 6                    |
| Slovenian Airplay Chart | 28                   |
| Swiss Music Charts      | 29                   |